# Dora (natjecanje)
Dora ili Hrvatski izbor za pjesmu Eurovizije hrvatska je televizijska glazbeno-natjecateljska emisija putem koje se odabire pjesma koja će predstavljati Hrvatsku na Pjesmi Eurovizije. Emisija se prikazuje na HRT-u, obično u veljači ili ožujku, odnosno dva do tri mjeseca prije održavanja same Pjesme Eurovizije u svibnju. Naziv Dora za emisiju se koristi od 1995. godine, a prethodno se prikazivala pod imenima Crovizija (1992.) i Hrvatski televizijski festival (1993. – 1994.).
Uzimajući u obzir sve emisije od 1992. godine, Dora se do sada održala 25 puta. Nakon 20 održanih natjecanja između 1992. i 2011. godine, emisija se gasi, a HRT je od 2012. godine hrvatske predstavnike na Pjesmi Eurovizije birao interno, odnosno bez održavanja natjecanja. Nakon osam godina stanke, današnja Dora (često neslužbeno zvana i Povratnička Dora) ponovno se održava od 2019. godine.
Format emisije i način odabira pobjedničke pjesme varirao je kroz godine. Dora se načelno sastoji od nastupa natjecatelja nakon kojih slijedi prikaz bodova koje su njihove pjesme osvojile, a koji proizlaze iz glasova gledatelja i stručnog žirija. Izvođač s najviše osvojenih bodova proglašen je pobjednikom Dore te sa svojom pobjedničkom pjesmom predstavlja Hrvatsku na predstojećoj Pjesmi Eurovizije. Pobjednik Dore također osvaja i statuu Dore čiji je tvorac Ivica Propadalo.
Doru je osmislila i dala ime bivša urednica Zabavnog programa HRT-a Ksenija Urličić. Naziv emisije potječe od hrvatske skladateljice Dore Pejačević (1885. – 1923.). Emisija se kroz godine najčešće održala u Opatiji, a neke su se emisije održavale i u Zagrebu. 

## Format i pravila

### Prijava na Doru
HRT obično raspisuje javni natječaj za nadolazeću Doru, u današnje vrijeme obično na jesen, na koji se mogu prijaviti glazbenici koji žele nastupati na Dori. Nakon isteka propisanog roka natječaja, HRT-ov stručni žiri preslušava prijavljene pjesme te odabire određeni broj pjesama koje prolaze u izbor. Ovisno o predviđenom formatu Dore, broj odabranih pjesama varirao je kroz godine; do sada je bilo odabrano najviše 34, a najmanje 14 pjesama koje su ušle u izbor. Stručni žiri obično odabire i rezerve u slučaju odustajanja ili nemogućnosti nastupa nekih od natjecatelja koji su prošli u izbor.
Izvođači i njihove prijavljene pjesme moraju slijediti ista pravila koja vrijede i na Pjesmi Eurovizije. Prijavljena pjesma ne smije biti pjesma koje je otprije objavljena ili javno izvođena, može trajati najviše 3 minute, a izvođač pjesme ne smije biti mlađi od 16 godina te mora raspolagati autorskim pravima pjesme koju prijavljuje.

### Nastup na Dori
Sukladno pravilima Pjesme Eurovizije, natjecatelji svoje pjesme na Dori izvode koristeći vokal uživo u emisiji koja se prikazuje uživo na programu HRT-a. U nastupu može sudjelovati najviše šestero osoba, a zabranjuje se korištenje živih životinja te promoviranje političkih ili drugih neprikladnih tema i poruka koje mogu narušiti ugled natjecanja.
Nakon izvedba svih natjecatelja, otvaraju se linije za glasanje gledatelja koji svoj glas mogu uputiti putem telefonskih poziva ili SMS poruka. Zatim slijedi prikazivanje glasova stručnog žirija i gledatelja. Izvođač s najviše osvojenih bodova proglašen je pobjednikom.

## Povijest Dore

### 1992.:Crovizija
Prvi hrvatski nacionalni odabir pjesme za Pjesmu Eurovizije navodno se održao 22. veljače 1992. godine pod nazivom Crovizija. Pobjednik Crovizije bila je grupa Magazin sa pjesmom "Aleluja", no radi tehničkih problema oko pristupanja EBU-u Magazin nije nastupao na Pjesmi Eurovizije 1992. te se tako prvo eurovizijsko sudjelovanje Hrvatske kao samostalne države odgodilo za 1993. godinu.

### 1993. – 1994.:Hrvatski televizijski festival
Hrvatski televizijski festival (HTF) prvi se puta održao 28. veljače 1993. godine, a bio je koncipiran kao svojevrsni nasljednik Opatijskog festivala. HTF se stoga održao u Opatiji i to u Kristalnoj dovrani Hotela Kvarner. Opatija je i ubuduće služila kao mjesto održavanja većine hrvatskih izbora za Pjesmu Eurovizije. Na natječaj prvog HRF-a prijavile su se 134 pjesme, a 15 ih je prošlo u izbor. O odabiru pobjednika odlučivao je isključivo stručni žiri iz 11 hrvatskih gradova. Grupa Put pobjedila je s pjesmom "Don't Ever Cry" i sudjelovanjem na Pjesmi Eurovizije 1993. postala prvi hrvatski eurovizijski predstavnik.
HTF se održao i 1994. godine s prijavljenih 231 pjesama. Pobjedu je odnio Toni Cetinski sa pjesmom Nek' ti bude ljubav sva.

### 1995. – 2011.:Dora
Hrvatski televizijski festival nastavlja se prikazivati kao i prethodne dvije godine, no pod novim nazivom Dora koji će se ubuduće koristiti za sve naredne emisije. Do 1997. godine, pobjedničku pjesmu birao je isključivo žiri, a od 1998. uveden je i televoting, odnosno gledatelji su po prvi puta mogli glasati za svoje favorite putem telefonskih poziva. Te je godine glasalo 20 stručnih žirija, a glasovi gledatelja (podijeljeni kao glasovi i žirija od 1 do 8 pa 10 i 20 bodova) računali su se kao tzv. „21. žiri. ”
Neki od pobjednika Dora 1990-ih godina još danas drže rekord za najviši plasman Hrvatske na Pjesmi Eurovizije, a to su Maja Blagdan i Doris Dragović koje su 1996. i 1999. osvojile četvrto mjesto, te Danijela Martinović koja je 1998. osvojila peto mjesto.
Uz Doru 1999. prikazale su se i dvije posebne emisije Dore, prva u kojoj se birala najbolja dotadašnja pobjednička pjesma Dore, te druga, pod nazivom Pjevajmo Doru, u kojoj su tadašnji natjecatelji pjevali pjesme iz prethodnih izdanja emisije. Dora 2003. postala je prvo izdanje emisije u kojemu su bile uvedene i dvije polufinalne večeri. Iste su godine isključivo gledatelji svojim glasovima birali pjesme koje će proći u finale. Godinu dana kasnije, Dora 2004. bila je prva Dora u kojoj su se pjesme izvodile uz instrumentalnu matricu, za razliku od prethodnih izdanja na kojima je svirao orkestar.
Dora 2010. bila je posljednja Dora u ovom razdoblju koja je pratila klasičan festivalski stil. S Dorom 2011. bio je uveden format reality showa koji se prikazivao od 22. siječnja do 5. ožujka 2011. godine. Kroz šest se emisija putem glasova gledatelja i stručnog žirija odlučivalo tko će od 150 kandidata na audiciji proći dalje u finalnu večer gdje će izvesti pjesme "Još ima nas", "Lahor" i "Stotinama godina". Žiri i gledatelji izabrali su pjesmu "Lahor" u izvedbi Darie Kinzer koja je u finalu pobijedila protiv Jacquesa Houdeka.
Pobjednici Dore 2000-ih godina postizali su kontinuirano slabije rezultate na Pjesmi Eurovizije. Vanna je svojim nastupom na Pjesmi Eurovizije 2001. posljednja hrvatska predstavnica koja se plasirala u Top 10, a Hrvatska se 2007. godine po prvi puta nije kvalificirala u finale. Dora je počela nailaziti na kritike medija zbog pada kvalitete natjecanja. Iako je Zlatko Turkalj krajem 2011. godine najavio održavanje Dore 2012., emisija je bila otkazana zbog navodne nezainteresiranosti izvođača za sudjelovanjem.

### 2012. – 2018.: Interni odabir
HRT je 2012. godine bez održavanja natjecanja odabrao Ninu Badrić kao predstavnicu Hrvatske na Pjesmi Eurovizije 2012. Dana 18. veljače 2012. godine prikazala se emisija pod nazivom Dora 2012. - Idemo na Eurosong s Ninom u kojoj je bila predstavljena Ninina pjesma "Nebo." Dora se nije održala niti 2013. godine kada je HRT interno odabrao Klapu s mora kao hrvatske predstavnike na Pjesmi Eurovizije 2013. Hrvatska se rad financijskih poteškoća i loših prethodnih rezultata povlači s Pjesme Eurovizije 2014. i 2015. godine, a od 2016. do 2018. godine, predstavnici su ponovno odabrani interno bez održane Dore.  

### 2019. –danas: PovratničkaDora
U listopadu 2018. godine, HRT potvrđuje da se Dora vraća nakon osmogodišnje stanke. „Povratnička” Dora od 2019. do 2023. godine sastojala se od jedne finalne emisije godišnje, a održavala se u Dvorani Marino Cvetković u Opatiji. Iako se Dora održala 2020. godine, njezin pobjednik Damir Kedžo nije nastupao na Pjesmi Eurovizije 2020. koja je bila otkazana radi pandemije koronavirusom. Dora 2024. će se održati u Zagrebu, a ponovno će se uvesti i dvije polufinalne večeri. Pobjednik Dore 2024. postao je dotad nepoznati glazbenik Baby Lasagna s pjesmom Rim Tim Tagi Dim. Ubrzo nakon pobjede na Dori, uslijedila je predeurovizijska europska turneja na kojoj se pjesmi izdvojila u uski krug favorita, da bi prošla u finale kao prvi izbor publike. U danu prije finala Eurosonga 2024. godine, Baby Lasagna osvaja OGAE nagradu za najbolju pjesmu, da bi u samom finalu ipak završio na 2. mjestu što predstavlja najveći uspjeh Hrvatske na Eurosongu. 
Dora 2025. održat če se u Opatiji u Sportskoj dvorani Marino Cvetković i to opet s dvije polufinalne emisije 27. i 28. veljače, dok je finale predviđeno za 2. ožujka 2025. 

## Statua Dore
Statuu Dore, čije je tvorac Ivica Propadalo oko skulpture angažirala Marija Nemčić i pitala za pomoć jer joj se tadašnja verzija statue, staklena kugla s ugraviranim granicama Hrvatske, nije sviđala. Pa je tako Propadalova ideja nastala nakon njihove večere uz tadašnju ravnateljicu Dore, Kseniju Urličić i tada bivšim urednikom HRT-ovog informativnog programa, Miroslavom Lilićem. Za kreaciju statue Propadala su nadahnuli Gospa Sinjska i paška čipka.
Naime na Hrvatskom televizijskom festivalu 1993. nije se dodijelila statua Dore, nego je to bila vaza od stakla sa natpisom "Dora". Prva statua je nastala 1994. godine, početna ideja bila je da izliju statuu od stakla ali kako nisu imali dovoljno vremena napravili su je od aluminija. Takve statue dodijelile su se pobijednicima HTF-a 1994. Prvu staklenu Doru primili pobijednici Dore 1995., sastav Magazin i Lidija sa pjesmom "Nostalgija".

## Pregled Dore
| Dora  | Broj emisija | Broj sudionika | Nadnevak održavanja                 | Mjesto održavanja                 | Pobjednik                 | Pjesma                  |
| ----- | ------------ | -------------- | ----------------------------------- | --------------------------------- | ------------------------- | ----------------------- |
| 1992. | 1            | 16             | 22. veljače 1992.                   | Studio 7 HRT-a, Zagreb            | Magazin                   | Aleluja                 |
| 1993. | 1            | 15             | 28. veljače 1993.                   | Hotel Kvarner, Opatija            | Put                       | Don't Ever Cry          |
| 1994. | 1            | 21             | 20. ožujka 1994.                    | Hotel Kvarner, Opatija            | Tony Cetinski             | Nek' ti bude ljubav sva |
| 1995. | 1            | 20             | 12. ožujka 1995.                    | Hotel Kvarner, Opatija            | Magazin i Lidija          | Nostalgija              |
| 1996. | 1            | 20             | 3. ožujka 1996.                     | Hotel Kvarner, Opatija            | Maja Blagdan              | Sveta ljubav            |
| 1997. | 1            | 20             | 9. ožujka 1997.                     | Hotel Kvarner, Opatija            | E.N.I.                    | Probudi me              |
| 1998. | 1            | 20             | 6. ožujka 1998.                     | Hotel Kvarner, Opatija            | Danijela Martinović       | Neka mi ne svane        |
| 1999. | 1            | 24             | 7. ožujka 1999.                     | Studio 7 Jadran Filma, Zagreb     | Doris Dragović            | Marija Magdalena        |
| 2000. | 1            | 26             | 19. veljače 2000.                   | Hotel Kvarner, Opatija            | Goran Karan               | Ostani                  |
| 2001. | 1            | 20             | 4. ožujka 2001.                     | Studio 11 HRT-a, Zagreb           | Vanna                     | Strings of My Heart     |
| 2002. | 1            | 20             | 10. ožujka 2002.                    | Zagrebački velesajam, Zagreb      | Vesna Pisarović           | Everything I Want       |
| 2003. | 3            | 24             | 7. – 9. ožujka 2003.                | Ljetna pozornica, Opatija         | Claudia Beni              | Više nisam tvoja        |
| 2004. | 3            | 24             | 12. – 14. ožujka 2004.              | Hotel Kvarner, Opatija            | Ivan Mikulić              | You Are The Only One    |
| 2005. | 3            | 18             | 3. – 5. ožujka 2005.                | Studio 10 HRT-a, Zagreb           | Boris Novković            | Vukovi umiru sami       |
| 2006. | 3            | 34             | 2. – 4. ožujka 2006.                | Hotel Kvarner, Opatija            | Severina                  | Moja štikla             |
| 2007. | 3            | 34             | 1. – 3. ožujka 2007.                | Hotel Kvarner, Opatija            | Dragonfly i Dado Topić    | Vjerujem u ljubav       |
| 2008. | 2            | 14             | 22. – 23. veljače 2008.             | Hotel Kvarner, Opatija            | Kraljevi ulice i 75 Cents | Romanca                 |
| 2009. | 2            | 16             | 27. – 28. veljače 2009.             | Hotel Kvarner, Opatija            | Igor Cukrov               | Lijepa Tena             |
| 2010. | 2            | 16             | 5. – 6. ožujka 2010.                | Hotel Kvarner, Opatija            | Feminem                   | Lako je sve             |
| 2011. | 6            | 24             | 22. siječnja – 5. ožujka 2010.      | Studio 10 HRT-a, Zagreb           | Daria Kinzer              | Celebrate               |
| 2019. | 1            | 16             | 26. veljače 2019.                   | Dvorana Marino Cvetković, Opatija | Roko Blažević             | The Dream               |
| 2020. | 1            | 16             | 29. veljače 2020.                   | Dvorana Marino Cvetković, Opatija | Damir Kedžo               | Divlji vjetre           |
| 2021. | 1            | 14             | 13. veljače 2021.                   | Dvorana Marino Cvetković, Opatija | Albina                    | Tick-Tock               |
| 2022. | 1            | 14             | 19. veljače 2022.                   | Dvorana Marino Cvetković, Opatija | Mia Dimšić                | Guilty Pleasure         |
| 2023. | 1            | 18             | 11. veljače 2023.                   | Dvorana Marino Cvetković, Opatija | Let 3                     | Mama ŠČ!                |
| 2024. | 3            | 24             | 22. – 25. veljače 2024.             | HRT studio Anton Marti, Zagreb    | Baby Lasagna              | Rim Tim Tagi Dim        |
| 2025. | 3            | 24             | 27. veljače 2025. - 2. ožujka 2025. | Dvorana Marino Cvetković, Opatija | Marko Bošnjak             | Poison Cake             |

## Voditelji
Od 1993. godine, natjecanje za pjesmu Eurovizije vodilo je ukupno 38 voditelja. Najviše je puta natjecanje vodio Duško Ćurlić, čak njih 12, a slijedi ga Mirko Fodor sa 10 natjecanja.
| Izdanje    | Voditelji |
| ---------- | --- |
| HTF 1993.  | Sanja Doležal, Frano Lasić, Ljudevit Grgurić-Grga |
| HTF 1994.  | Daniela Trbović i Mirko Fodor |
| Dora 1995. | Daniela Trbović i Mirko Fodor |
| Dora 1996. | Daniela Trbović i Ljudevit Grgurić-Grga |
| Dora 1997. | Ljudevit Grgurić-Grga |
| Dora 1998. | Daniela Trbović-Vlajki i Ljudevit Grgurić-Grga |
| Dora 1999. | Vlatka Pokos i Oliver Mlakar |
| Dora 2000. | Vlatka Pokos i Marko Rašica |
| Dora 2001. | Bojana Gregorić i Duško Ćurlić |
| Dora 2002. | Bojana Gregorić i Duško Ćurlić |
| Dora 2003. | Ljiljana Vinković i Mirko Fodor (1. polufinalna večer) Karmela Vukov-Colić i Davor Meštrović (2. polufinalna večer) Daniela Trbović-Vlajki i Duško Ćurlić (finalna večer)                                                                                              |
| Dora 2004. | Tihana Zrnić i Duško Ćurlić (1. polufinalna večer) Barbara Radulović i Duško Ćurlić (2. polufinalna večer) Barbara Radulović, Tihana Zrnić i Duško Ćurlić (finalna večer)                                                                                              |
| Dora 2005. | Duško Ćurlić i Robert Ferlin (glavna pozornica) Mirko Fodor i Zlatko Turkalj (soba za izvođače) |
| Dora 2006. | Duško Ćurlić, Mirko Fodor i Emilija Kokić (1. polufinalna večer) Duško Ćurlić, Mirko Fodor i Vesna Pisarović (2. polufinalna večer) Duško Ćurlić, Mirko Fodor, Emilija Kokić i Vesna Pisarović (finalna večer)                                                         |
| Dora 2007. | Duško Ćurlić, Mirko Fodor, Iva Šulentić i Nikolina Pišek (1. polufinalna večer) Duško Ćurlić, Mirko Fodor, Barbara Štrbac i Iva Jerković (2. polufinalna večer) Duško Ćurlić, Mirko Fodor, Iva Jerković, Nikolina Pišek, Barbara Štrbac i Iva Šulentić (finalna večer) |
| Dora 2008. | Duško Ćurlić, Nikolina Pišek i Lana Jurčević (polufinalna večer) Duško Ćurlić, Nikolina Pišek, Lana Jurčević i Mirko Fodor (finalna večer) |
| Dora 2009. | Duško Ćurlić i Nevena Rendeli (polufinalna večer) Duško Ćurlić i Daniela Trbović (finalna večer) Ida Prester i Iva Šulentić (finalna večer, soba za izvođače) |
| Dora 2010. | Duško Ćurlić, Mirko Fodor, Nevena Rendeli i Mila Horvat Ida Prester i Iva Šulentić (soba za izvođače) |
| Dora 2011. | Aleksandar Kostadinov, Leona Paraminski i Monika Lelas |
| Dora 2019. | Mirko Fodor, Jelena Lešić i Iva Šulentić |
| Dora 2020. | Duško Ćurlić, Mirko Fodor, Zlata Mück Sušec i Doris Pinčić Rogoznica |
| Dora 2021. | Barbara Kolar, Jelena Lešić, Doris Pinčić i Daniela Trbović |
| Dora 2022. | Duško Ćurlić, Franka Batelić i Elizabeta Brodić |
| Dora 2023. | Mirko Fodor, Marko Tolja i Mario Lipovšek Battifiaca |
| Dora 2024. | Duško Ćurlić, Maja Ciglenečki i Anja Cerar |
| Dora 2025. | Duško Ćurlić, Barbara Kolar i Zlata Mück Sušec |

## Šefovi hrvatske eurovizijske delegacije
| Godina        | Šefovi                      |
| ------------- | --------------------------- |
| 1993. – 2000. | Ksenija Urličić             |
| 2001. – 2015. | Aleksandar "Aco" Kostadinov |
| 2016.         | Željko Mesar                |
| 2017. – 2018. | Tomislav Štengl             |
| 2019.         | Željen Klašterka            |
| 2020. – 2021. | Uršula Tolj                 |
| 2022. – danas | Tomislav Štengl             |

## Kontroverze

### Dora 2021.
Izdanje Dore za 2021. godinu je imalo nekoliko kontroverzi o kojima su izvijestili brojni mediji. Već u pripremama prošlogodišnji pobjednik je odustao od uobičajenog nastupa na otvaranju zbog navodnog ultimatuma. Navode se i neslaganja voditeljica, propusti žirija, ali i problemi oko pojedinih pjesama i izvođača, te njihova tretmana.

## Unutarnje poveznice
- Pjesma Eurovizije
- Hrvatska na Pjesmi Eurovizije

## Vanjske poveznice
- Službena stranica
- Službena stranica na Facebooku
- Službena stranica na Instagramu
- Službeni kanal na YouTubeu